# Sutorectus tentaculatus
Sutorectus tentaculatus (Peters, 1864) è uno squalo tappeto della famiglia degli Orectolobidi, unico membro del genere Sutorectus Whitley, 1939. Vive nell'Oceano Indiano orientale subtropicale intorno all'Australia Occidentale tra le latitudini comprese tra 26° S e i 35° S; raggiunge una lunghezza di 92 cm. Ha lobi dermici non ramificati sulla testa, file di tubercoli verrucosi lungo la parte posteriore e macchie nere sul corpo e sulle pinne.

## Distribuzione e habitat
S. tentaculatus si trova tipicamente nelle scogliere rocciose e nelle zone infestanti a circa 35 metri di profondità. È endemico delle acque continentali temperate e tropicali del Pacifico Occidentale e dell'Oceano Indiano orientale, ma è molto diffuso nelle acque australiane. Come altri Orectolobidi, la specie non si allontana dalle sue caratteristiche salienti, stile di vita bentonico, corpo appiattito dorsoventralmente, presenza di barbigli e solchi nasorali e quella più appariscente, una spiccata livrea mimetica a pattern di colore complessi e variegati, che le ha conferito il nome comune di squali tappeto, che assieme a lembi dermici frangiati rompono ulteriormente la loro sagoma a vantaggio delle loro abilità predatorie, tuttavia alcuni hanno dimostrato di avere una preferenza stanziale, pur se a breve termine, ad un sito, ma non da considerarli residenti permanenti, in quanto si spostano da un'area nel corso del tempo e vengono sostituiti da altri residenti temporanei.